# Roeder (anhaltisches Adelsgeschlecht)

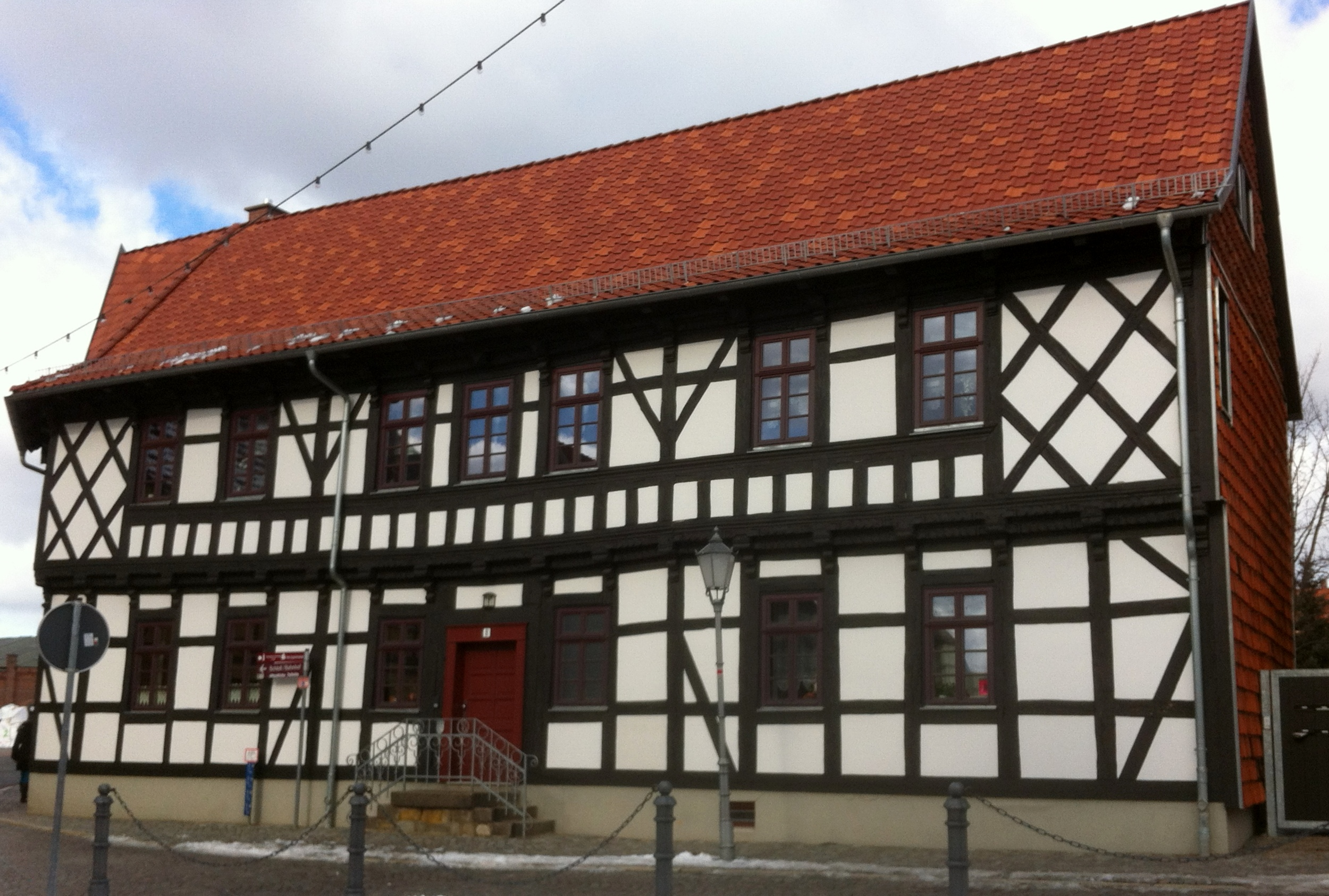
Röderscher Sattelhof

Roeder ist der Name eines alten anhaltischen Adelsgeschlecht mit Stammsitz in Harzgerode und/oder Rieder. Es ist verwandt mit dem gleichnamigen Geschlecht derer von Roeder (Röder) in Thüringen, das noch im 19. Jahrhundert mit Freiherren von Roeder in Württemberg existierte.

## Geschichte
Das um 1347 gesichert nachweisbare anhaltische Adelsgeschlecht von Roeder (Röder, Rode, Redere, Rodere) scheint aus einem Zweig des gleichnamigen vogtländischen Uradelsgeschlecht hervorgegangen zu sein, der sich wohl über Thüringen und das Schwarzburgische nach Anhalt ausbreitete. Im 14. Jahrhundert hatte es seinen Sitz auf der Burg in Harzgerode und ebendort von den Fürsten von Anhalt Güter und ein Haus am Markt zu Lehen erhalten. 1491 erfolgte die Belehnung der Familie durch das Kloster Nienburg mit dem freien Sattelhof in Harzgerode. Ab 1654 war das Adelsgeschlecht auch in der anhaltischen Stadt Hoym begütert (Beide Orte gehörten zum Fürstentum Anhalt-Bernburg). Die Roeder wurden 1467 und 1510 in Urkunden über Belehnungen oder Verkäufe von Besitztümern häufig gemeinsam mit dem verschwägerten Ministerialen- und Burgmannengeschlecht Hartz zu Wippra und Aschersleben genannt.

Redern (Mark)

Inwiefern diese Familie Roeder mit einer im, den oben genannten Orten durchaus nahegelegenen, Dorf Rieder ansässigen Linie derer von Redern (de Redere) identisch oder stammesverwandt sein mag, die schon im 13. Jahrhundert in die Mark Brandenburg ins Land Löwenberg übersiedelte, ist und war laut verschiedenen Quellen nicht restlos geklärt. Es besteht jedoch offenkundig eine Wappenverwandtschaft zum hier thematisierten anhaltischen Geschlecht.
Namensträger des anhaltischen Geschlechts wurden zunächst als schwarzburgische, stolbergische und anhaltinische Vasallen und Lehensträger erwähnt, und waren später häufig Beamte und Militärpersonen in fürstlich anhaltischen, nassau-dillenburgischen (d. h. ausgehend von Anhalt-Bernburg-Schaumburg-Hoym), hessischen oder königlich preußischen Diensten (zum Beispiel um 1754 bzw. 1793 im Kürassierregiment Nr. 6). Mitglieder der Familie nahmen v. a. zu Zeiten der askanischen Herrschaft Anhalt-Bernburg-Harzgerode auch Funktionen am dortigen Hof wahr.
Eine Nebenlinie war zu Gutenberg und zu Morl im Saalkreis besitzlich. Auch die stammesverwandte, später freiherrliche Linie in Württemberg bekleidete hohe militärische Ränge. Bekanntheit erwarben sich in der Familie vor allem der Jurist Karl von Röder und der Insektenforscher und Heimatkundler Victor Eduard von Röder.

## Wappen
Das jenem des Thüringer Zweigs ähnliche Stammwappen zeigt im roten Schild einen weißen Schrägbalken, der mit drei roten Rosen belegt ist. Auf dem Helm ein roter (oder schwarzer) Adlerflügel (halber Flug). Abgeleitete Wappen zeigen einen Turnierhelm mit Krone und Adlerflügel, einen offenen roten Flug als Helmzier oder (Linie Dornfeld, Brandenburg) eine Farbumkehr zu einem weißen Schild mit rotem Schrägbalken, der mit drei weißen Rosen belegt ist.

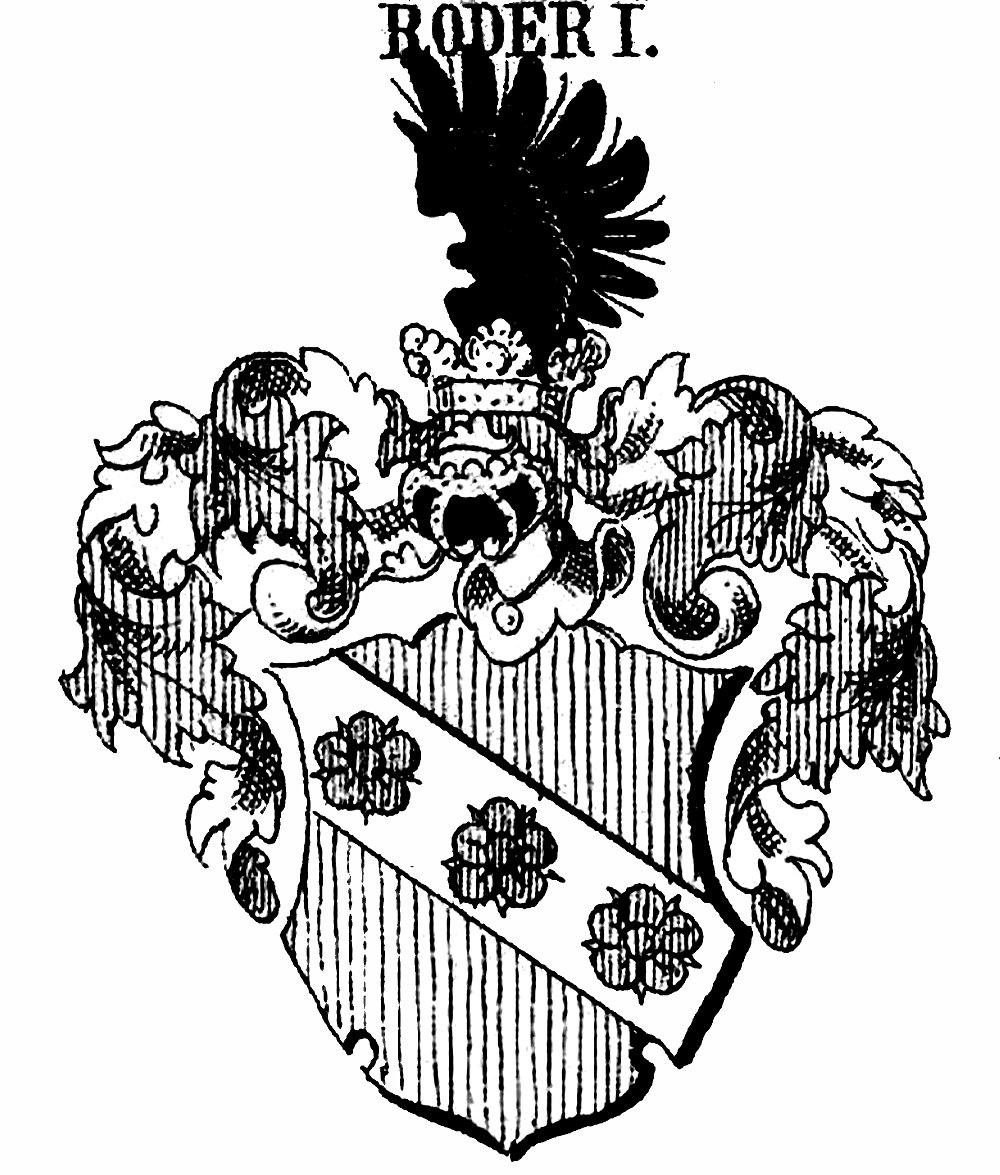
Röder, anhaltisch 1884
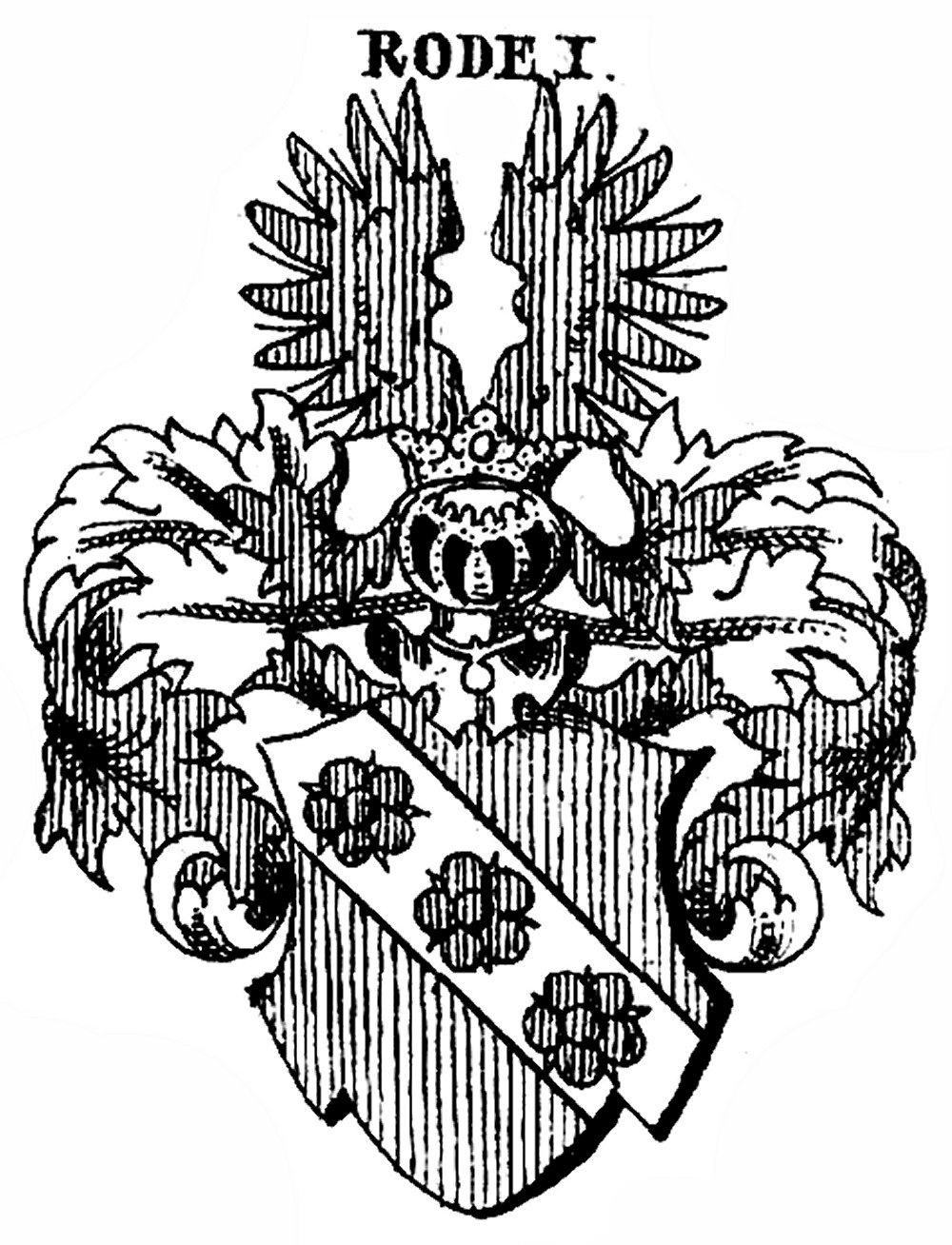
Roede, anhaltisch 1878
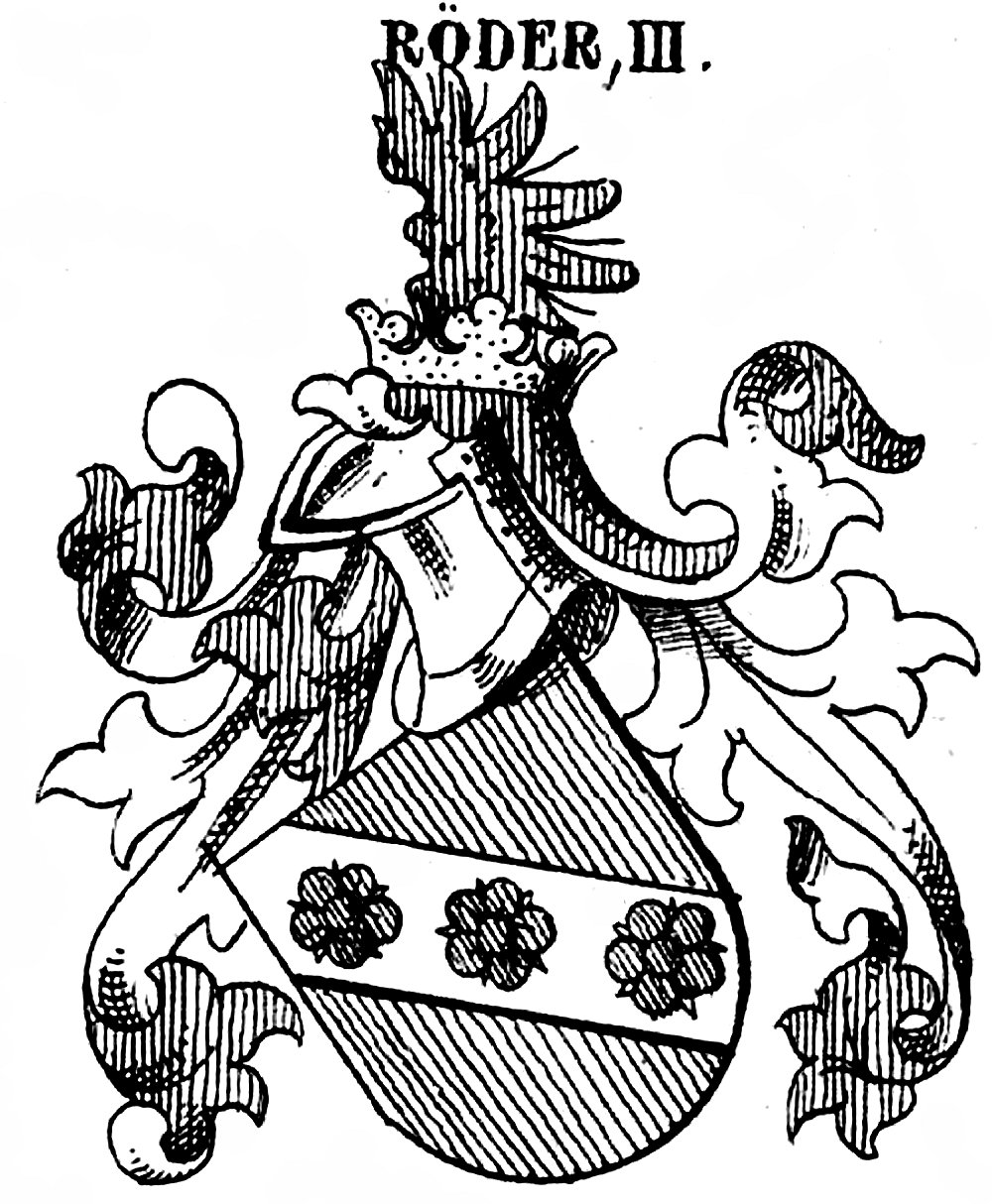
Roeder zu Hoym 1878
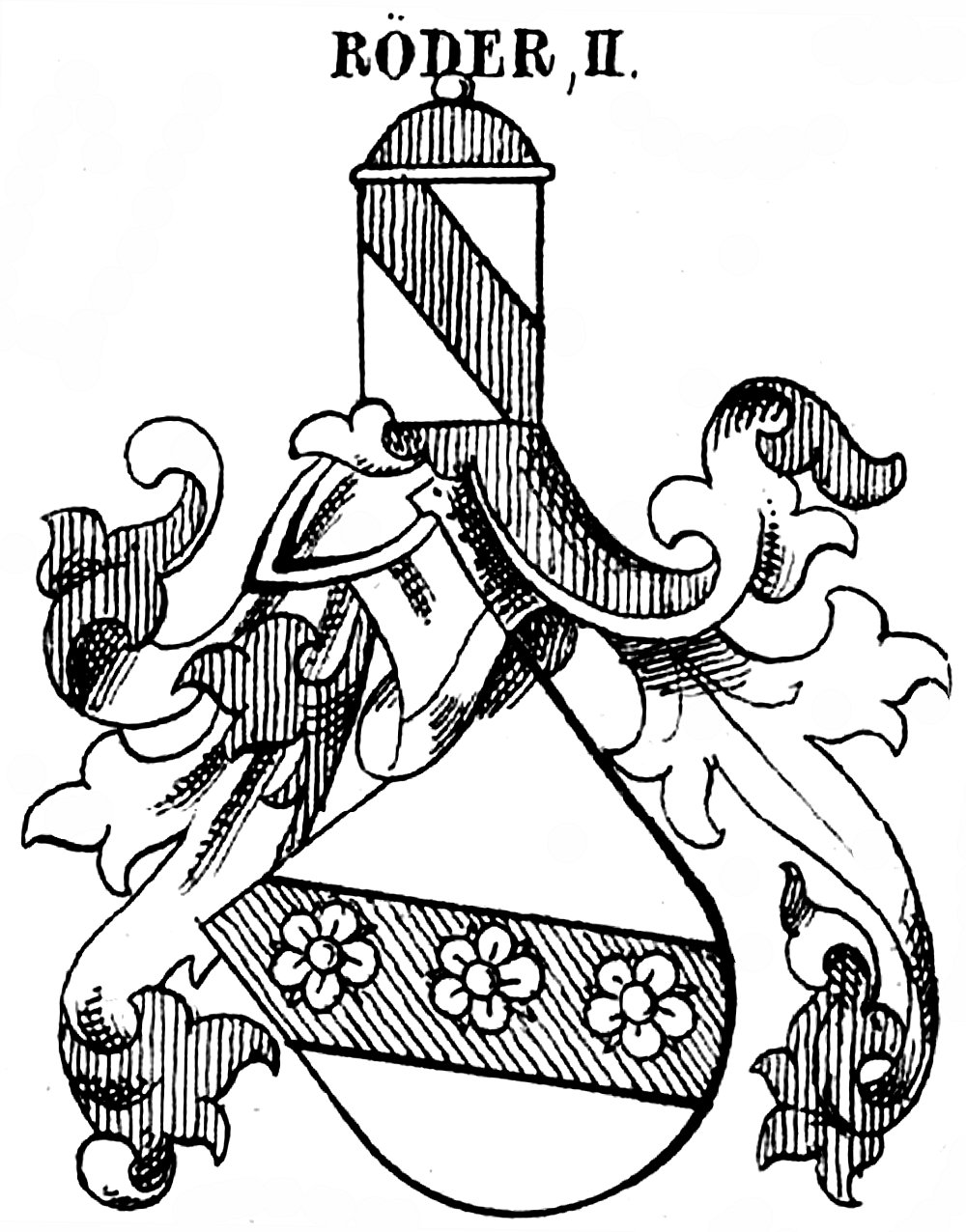
Roeder zu Dornfeld (Schwarzburg)
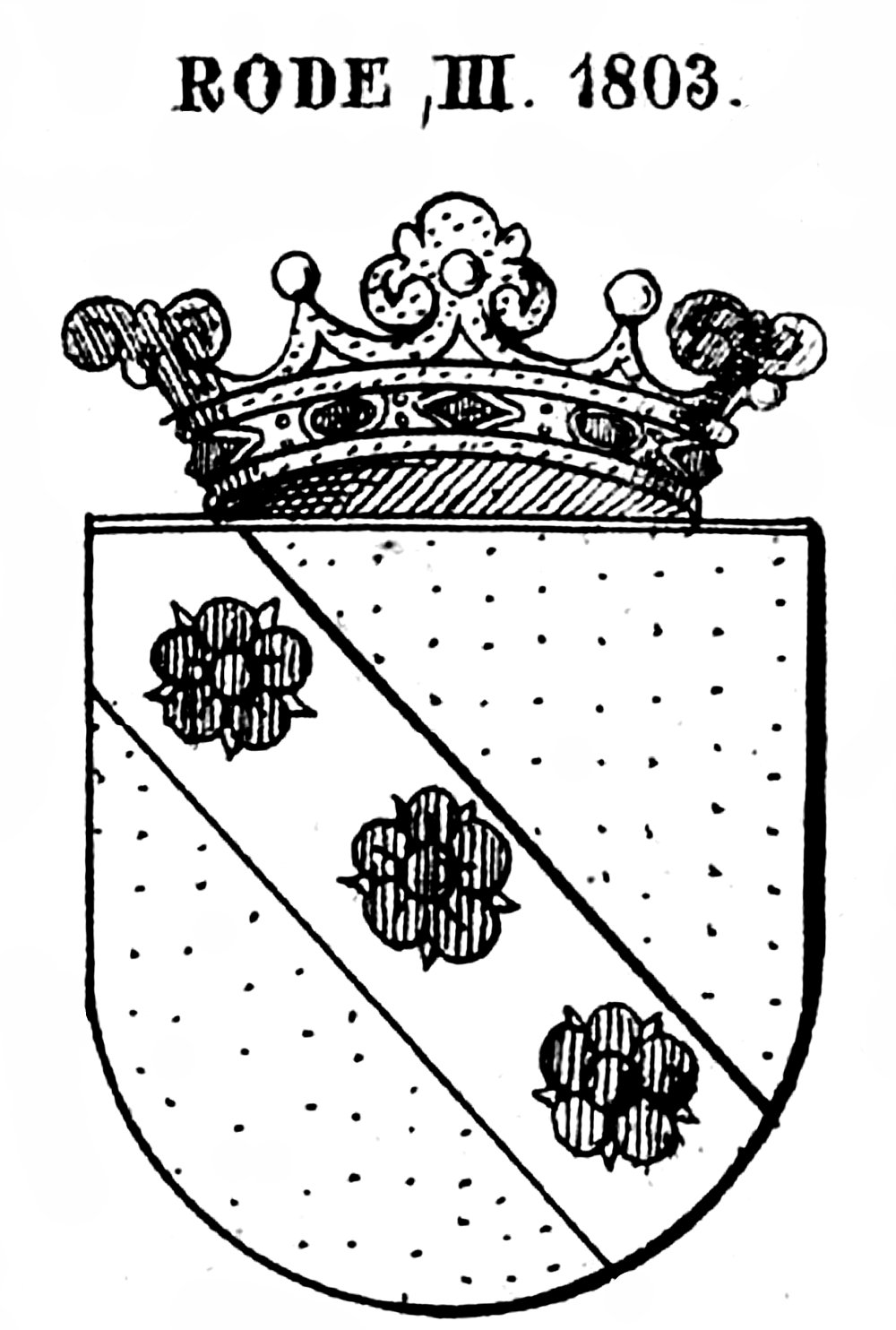
Roeder Anhalt-Dessau und Ostpreußen
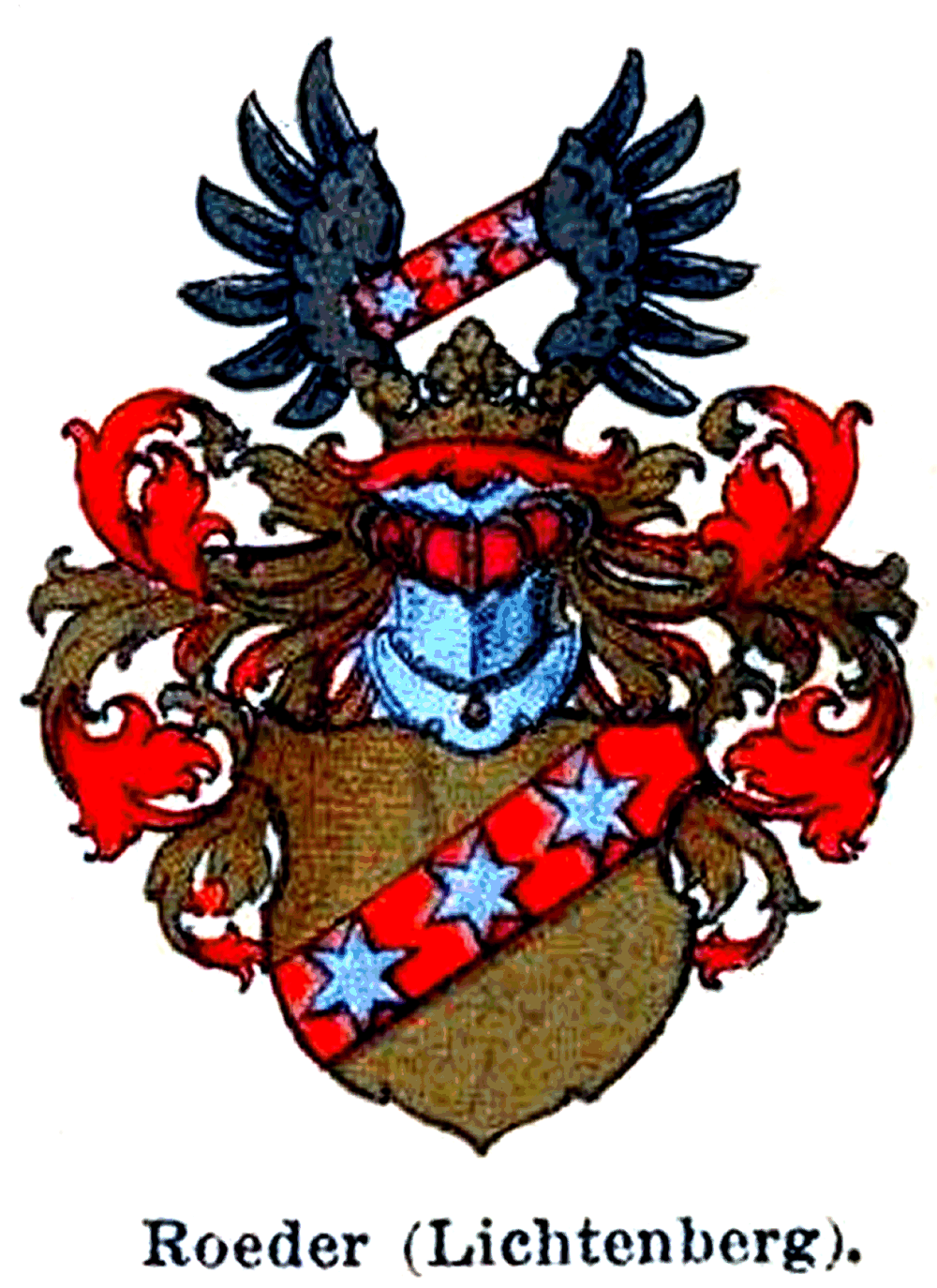
Roeder (Lichtenberg)

In einem preußischen Adelsdiplom vom 16. Oktober 1803 für den fürstlich anhalt-dessauischen Kabinettsrat August von Ro(e)de, der seit etwa 1763 in Ostpreußen auf Powarben, Galgarben, Endrahnen und Sonnenberg begütert war, wird ein goldener Schild mit weißem Schrägbalken, mit drei roten Rosen belegt, überdeckt von großer Adelskrone zitiert.
Auf einem zur Regierungszeit des Wilhelm von Anhalt-Bernburg-Harzgerode um 1698 gefertigten Medaillon in der Marienkirche zu Harzgerode findet sich eine von zahlreichen militärischen Trophäen, wie Kürassen, Fahnen, Kanonen und dergleichen umgebene Variante des Stammwappens für Matthias von Röder (1653–1722), das eine ganz ähnliche Helmzier wie im Wappen der Röder aus Thüringen aufweist. Es zeigt im roten Schild den weißen (nicht schwarzen) Schrägbalken mit drei roten Rosen. Auf dem schwarzen Spangenhelm mit rot-weißen Helmdecken thront jedoch ein (von oben) rot-weiß-schwarz geteilter Pokal oder Becher nach Art eines Tschako, oben mit grünem Hutknopf. Diese Form der Helmzier findet sich später auch im Wappen des Württemberger Zweigs.

Lebrecht von Röder (Harzgerode, um 1700)
Matthias von Röder (Harzgerode, um 1700)
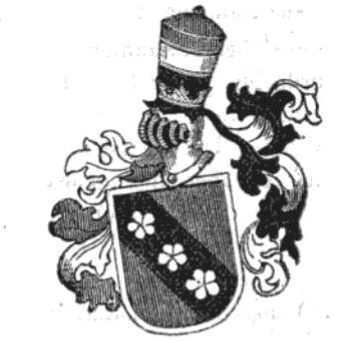
Roeder (Thüringen, 1875)
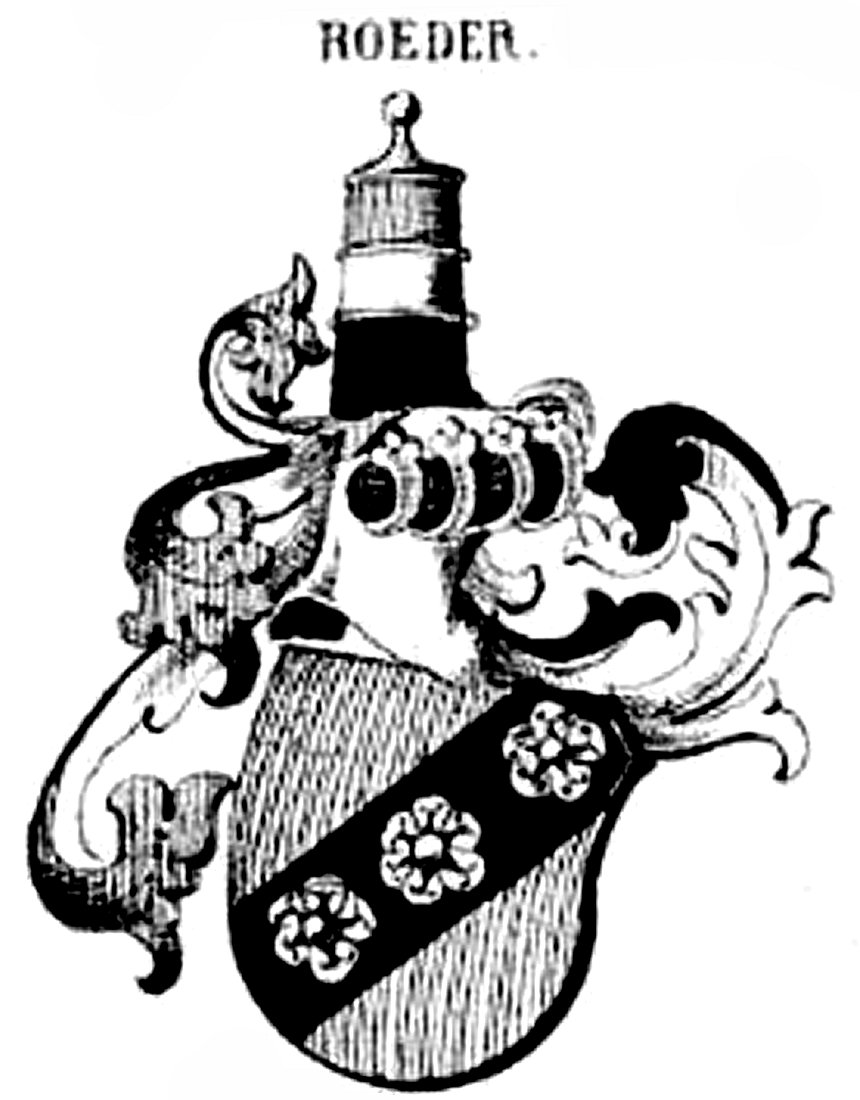
Roeder (Thüringen, 1857)
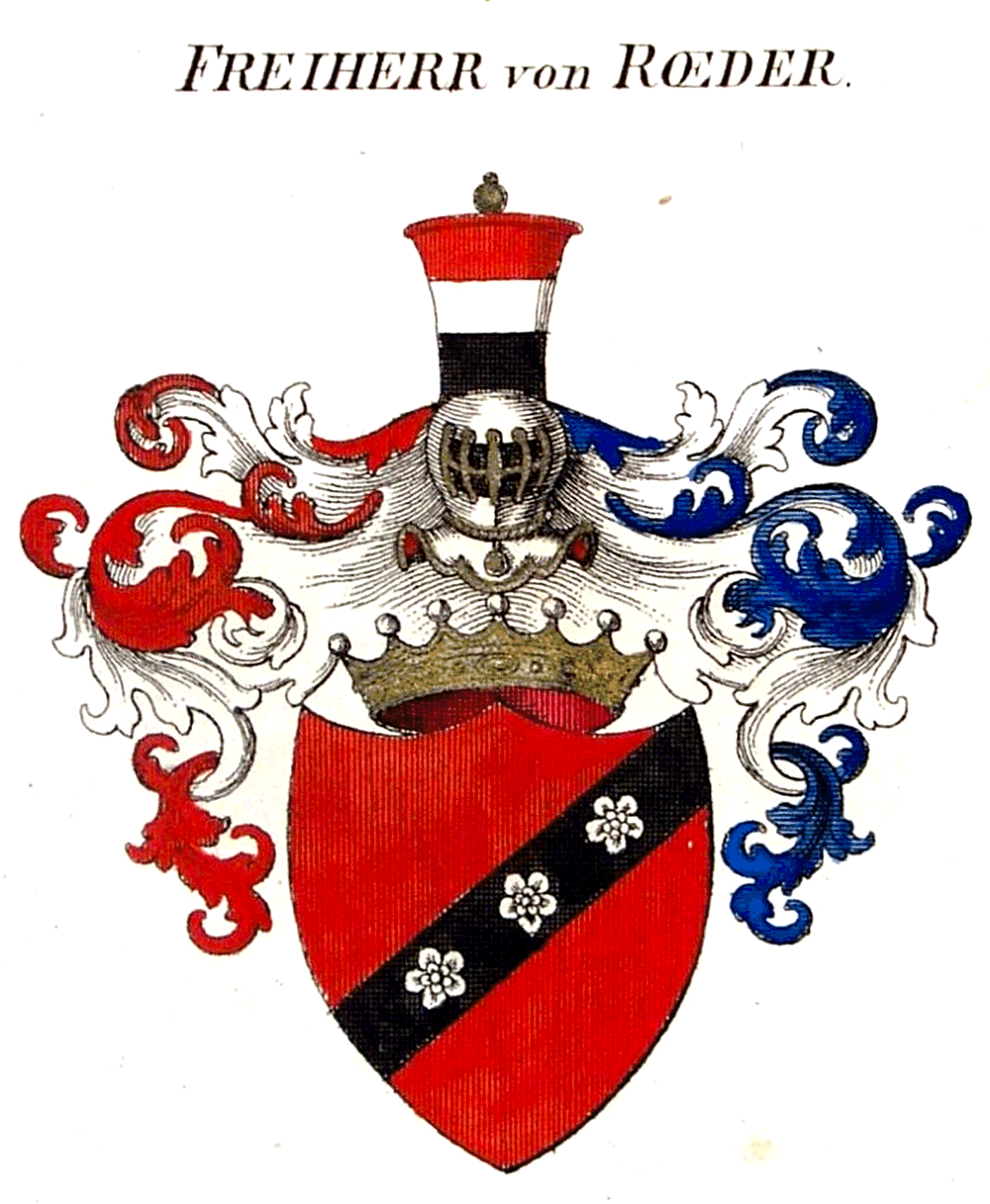
Freiherren Roeder (Württemberg)
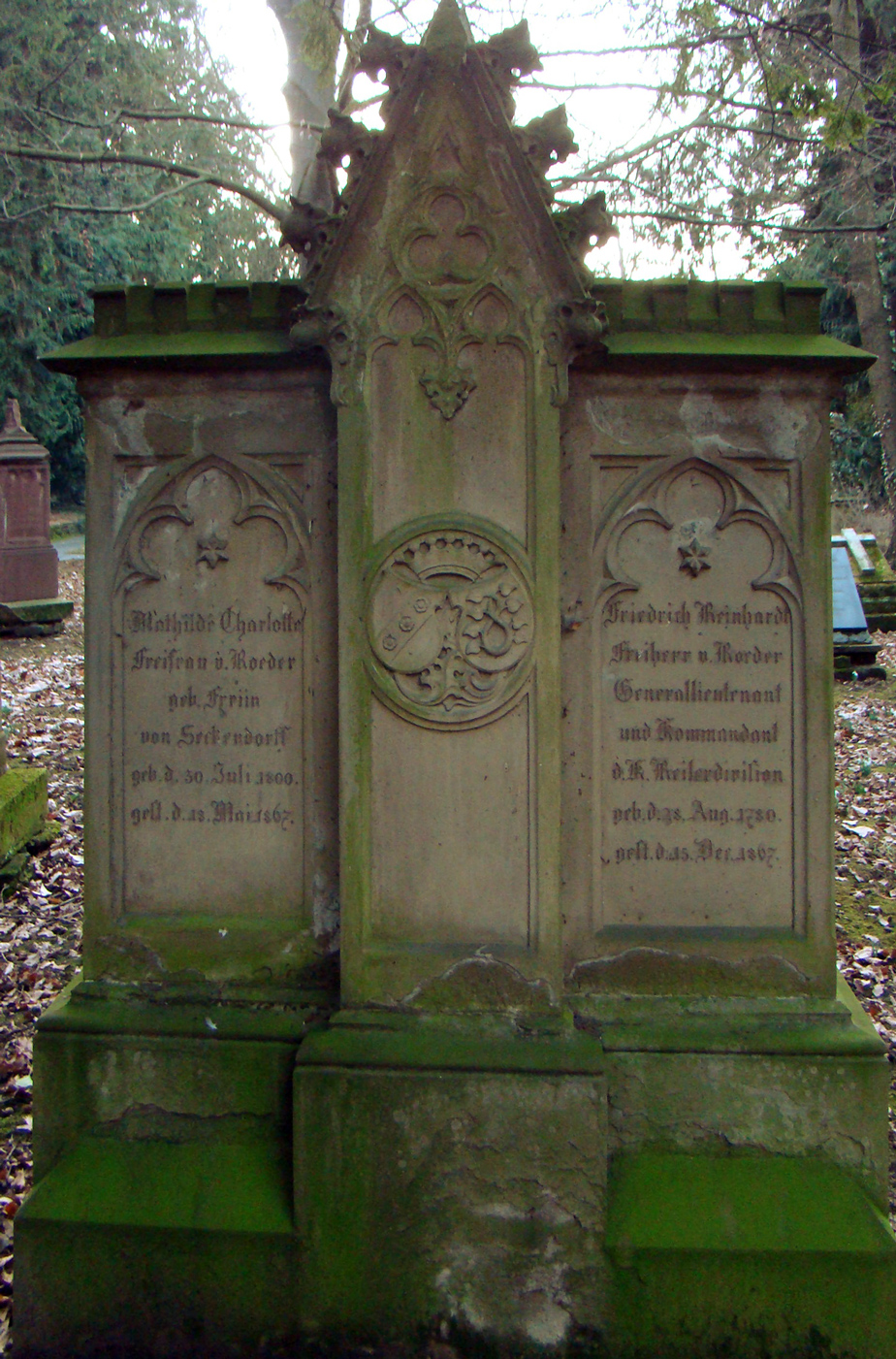
Grabmal des Freiherrn von Röder (Württemberg)
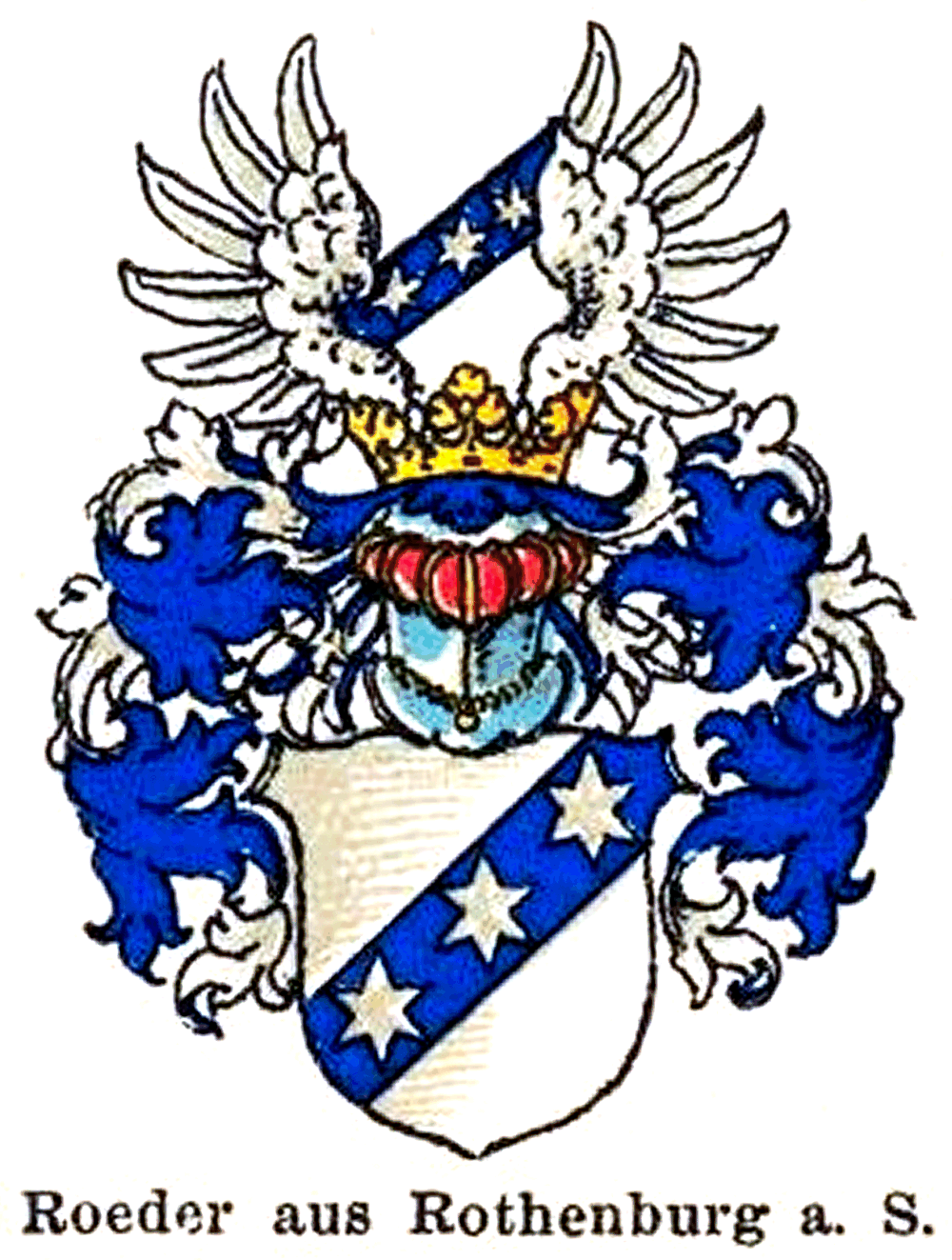
Roeder aus Rothenburg
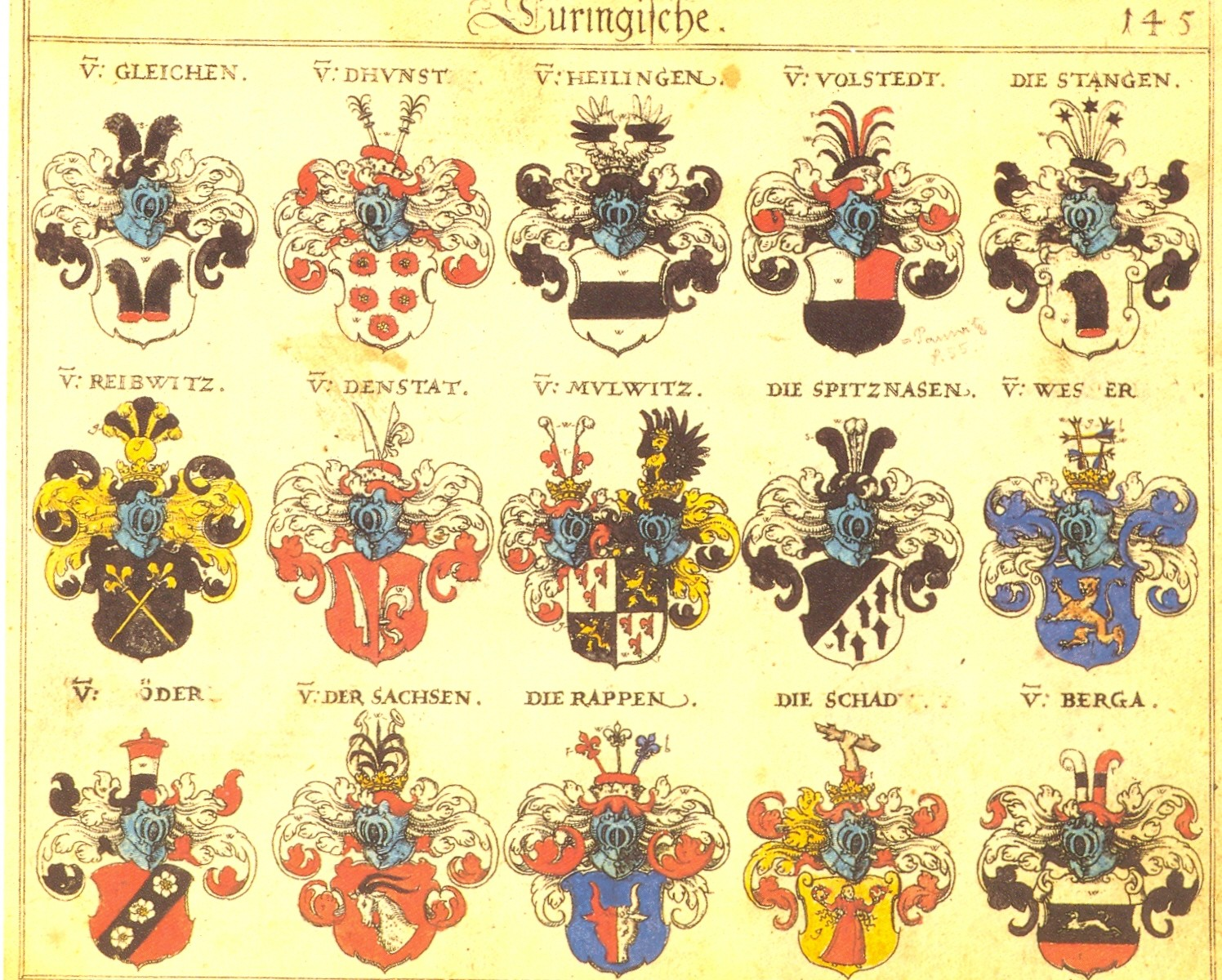
Roeder in Abteilung Thüringen in Johann Siebmachers Wappenbuch von 1605
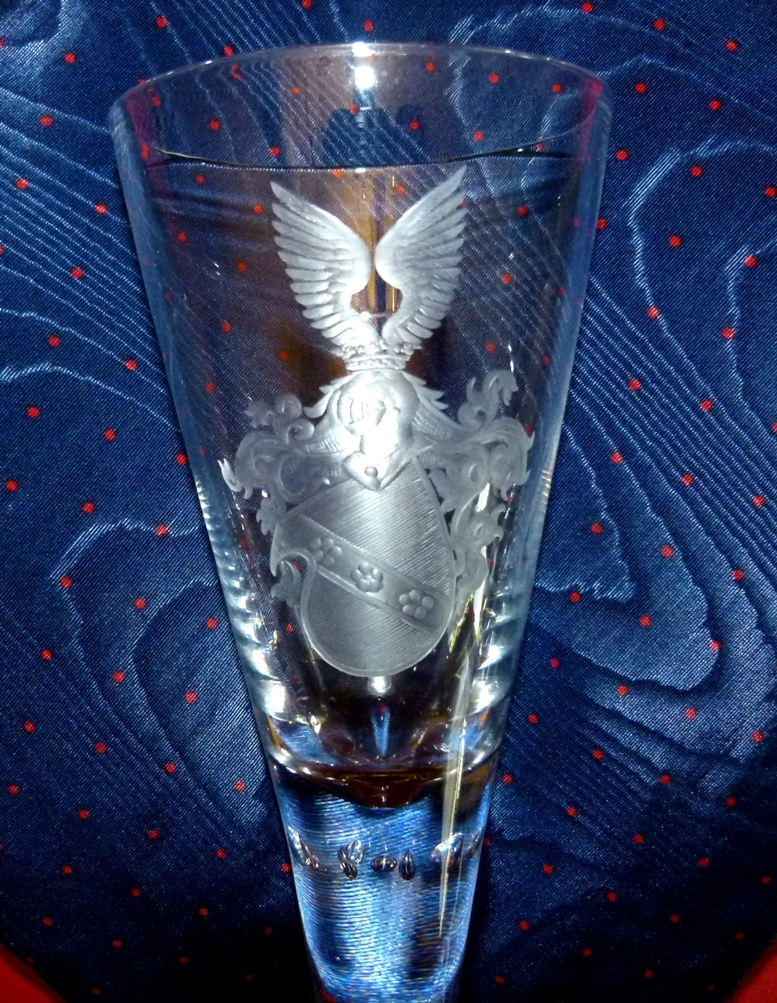
Wappenglas Georg von Rode (Dessau)
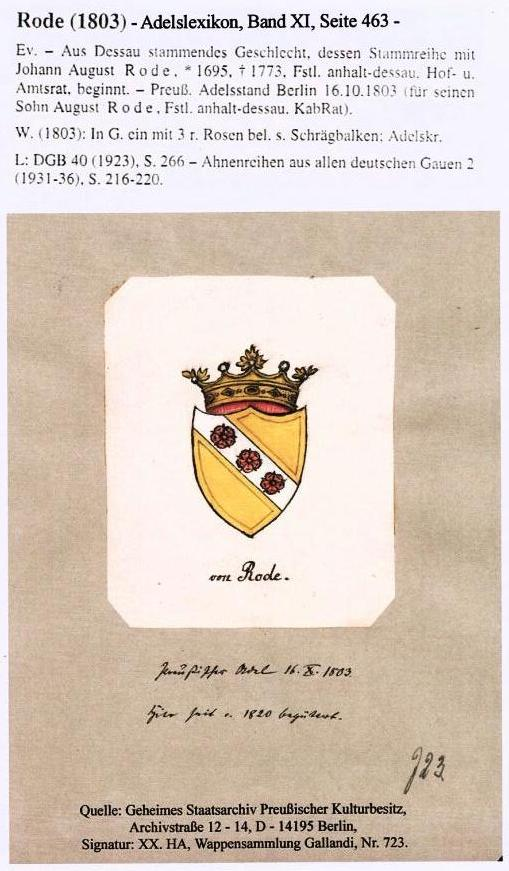
Georg von Rode (1803), Auszug Adelslexikon

## Familienangehörige
- (?) Ardnold de Redere (auch Roeder, * um 1155), anhaltischer Ministeriale 1218, 1222, 1223
- (?) Koppen oder Albrecht oder Hans von Roeder
  - Hans von Roeder, belehnt mit einem freien Sattelhof zu Harzgerode 1348
    - Hans von Roeder d. Ä., Ritter zu Harzgerode († vor Belehnung seiner Söhne 1429); ⚭ N.N (in anderer Ehe verheiratet mit Busso von Hartz (1380 Besitzer des festen Hauses (Schieferhaus) zu Wippra, 1383 Burgmann auf der Rammelburg)), Vater des 1429 erwähnten[4] Hans Röder d. Jüngerem (* um 1370; † nach 1445)
    - Koppen von Roeder, erwähnt 1390
      - Ditzell von Roeder, belehnt 1429 in/mit Sippenfeld, einem Lehen des Stifts Quedlinburg
- dessen Urenkel Wolf von Roeder (1511–1579) auf Harzgerode und Sippenfeld; ⚭ Kunigunde von Stammer a.d.H. Ballenstedt
- dessen Ururenkel Lebrecht Wilhelm von Roeder (* 1656), fürstlich hessischer Offizier[5] eines Oberrheinischen Kreis-Infanterieregiments[6]
- dessen Ururenkel anderer Linie, Matthias von Roeder (1653–1722), um 1685 Offizier in der kurbrandenburgischen Freikompanie des Oberst Sigmund von Lichtenhain in Magdeburg, um 1698 Fürstlich-Harzgeröder Kammerherr[7], um 1708 belehnt mit den Harzgeröder Besitzungen[8]
- Wilhelm August Viktor von Röder (* 29. Juni 1721 in Hoym; † 30. September 1794).[9] Oberjägermeister unter Viktor von Anhalt-Schaumburg-Hoym in Nassau-Dillenburgschen Diensten (also wohl in Hoym, eventuell aber auch auf hessischem Gebiet)
- Albrecht von Roeder (1811–1857), direkter Nachfahre des Wolf von Roeder (1511–1579), deutsch-amerikanischer Soldat und Farmer
- dessen Cousin, Friedrich Wilhelm von Röder (1803–1869), Herzoglich-Anhalt-Bernburgischer Forstmeister, am 6. November 1854 Ritter 2. Klasse Hausorden Albrechts des Bären[10]
  - Victor Eduard von Röder (1841–1910), Gutsbesitzer, Ökonom und Entomologe (speziell Dipterologie) aus Hoym[11]; ⚭ 1872 Henriette Friederike Auguste von Hartz (* 3. Oktober 1845 in Hasselfelde)
- dessen Cousin, Carl Friedrich Wilhelm von Röder (* 1832), fürstlich lippischer Domänenpächter in Falkenhagen; ⚭ 1875 Auguste von Spoenla
- (?) Karl Julius Heinrich von Roeder (1865–1940), Verwaltungsjurist, Kommunalbeamter und Landrat im Kreis Görlitz[12]

## Stammtafeln

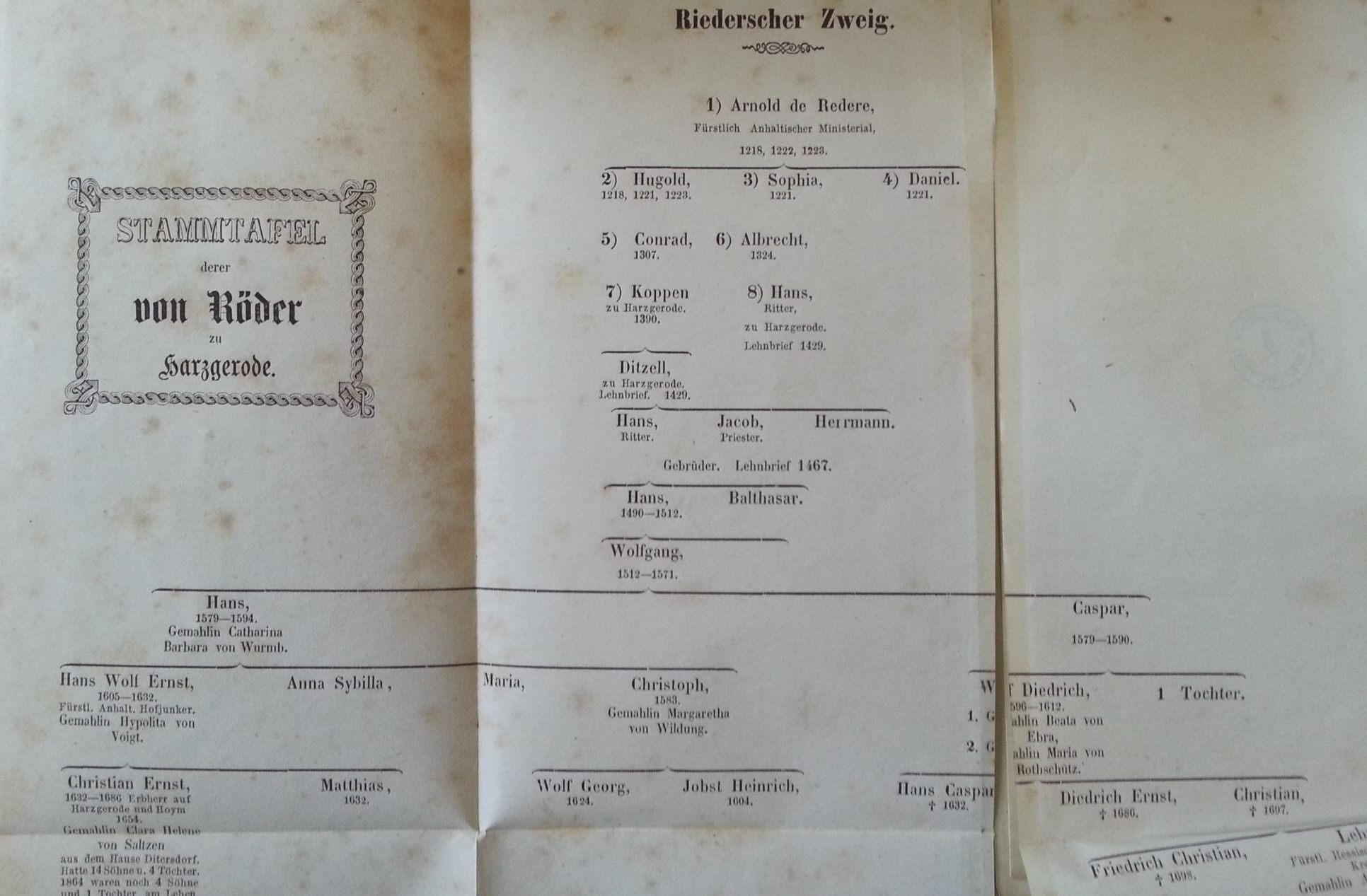
Stammtafel, Victor Eduard von Röder (1865)
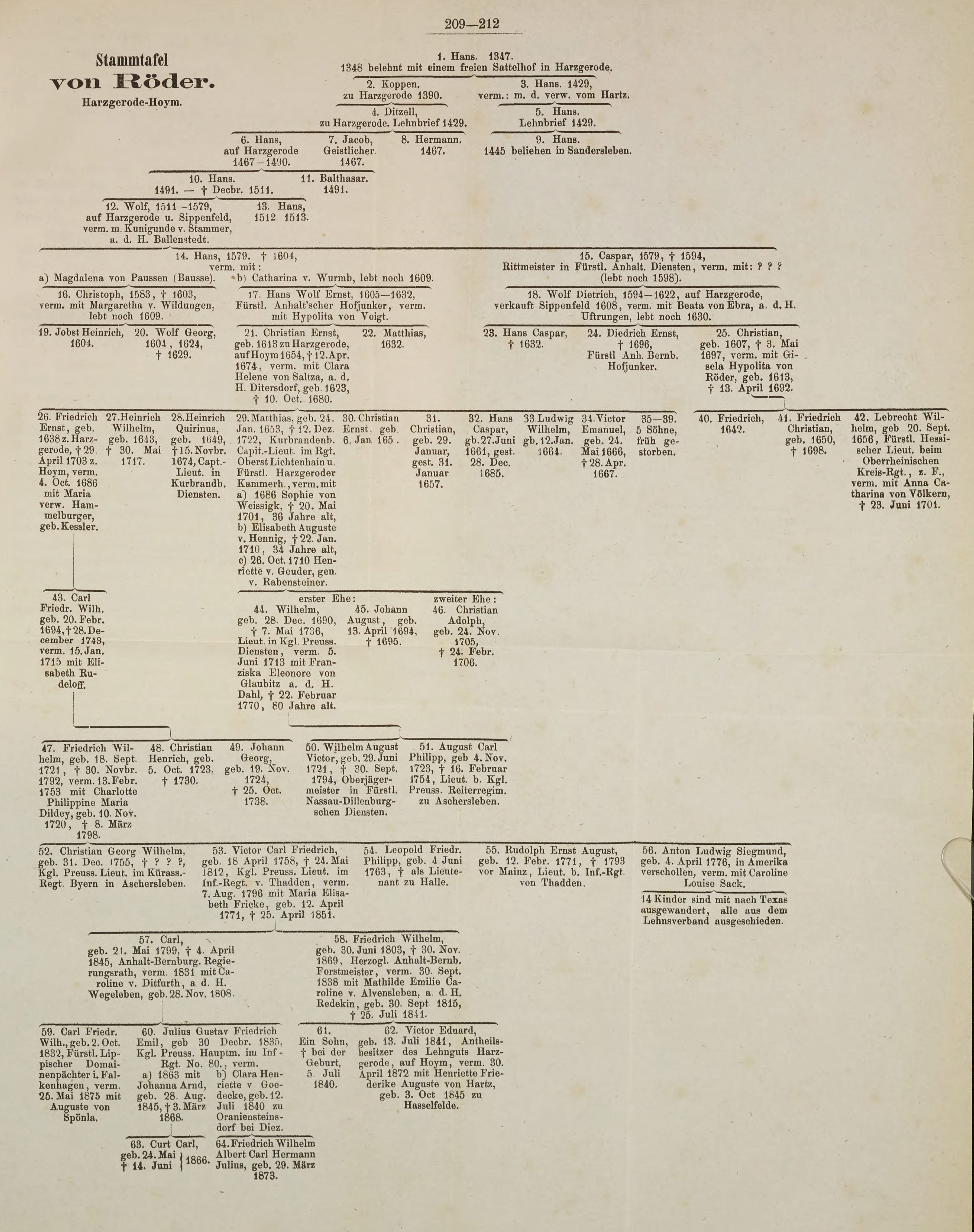
Stammtafel, Vierteljahresschrift für Heraldik, Sphragistik und Genealogie (1875)